# Reuben Acquah
Reuben Acquah (* 3. November 1996 in Accra) ist ein ghanaischer Fußballspieler.

## Karriere
Acquah spielte bis 2014 in für Red Bull Ghana. 2014 wechselte er zu den Liberty Professionals. In der Winterpause der Saison 2015/16 wechselte er nach Belgien zum KV Mechelen, für den er allerdings nicht zum Einsatz kam.
Zur Saison 2016/17 wechselte er nach Österreich zum LASK, wurde allerdings direkt nach Albanien an den KF Tirana verliehen. Im Oktober 2016 debütierte er in der Kategoria Superiore, als er am siebten Spieltag jener Saison gegen den KF Skënderbeu Korça in der 67. Minute für Gjergji Muzaka eingewechselt wurde. Zu Saisonende stieg er mit dem Verein in die Kategoria e parë ab, gewann aber den albanischen Cup.
2017 wechselte er leihweise in die Slowakei zum DAC Dunajská Streda, wo er aber nicht für die Profis zum Einsatz kam. Im Juli 2018 kehrte er nach dem Ende der Leihe zum LASK zurück. Am ersten Spieltag der Saison 2018/19 stand er gegen den FC Red Bull Salzburg erstmals im Kader der Linzer. Im August 2018 debütierte er für das Farmteam FC Juniors OÖ in der 2. Liga.
Im Januar 2019 wurde er an den TSV Hartberg verliehen. Nach Ende der Saison 2018/19 verließ er den TSV Hartberg nach dem Ende der Leihe.
Zur Saison 2019/20 wechselte er zum Zweitligisten SV Ried. Für Ried kam er zu 23 Zweitligaeinsätzen und stieg am Saisonende in die Bundesliga auf. Nach dem Aufstieg verließ er den Verein wieder. Daraufhin wechselte er im September 2020 nach Kroatien zum Erstligisten Lokomotiva Zagreb, bei dem er einen bis Juni 2024 laufenden Vertrag erhielt. Doch nach nur sechs Pflichtspielen im ersten Jahr wechselte er zur Saison 2021/22 weiter zum Erstligisten KS Teuta Durrës nach Albanien.

## Erfolge
KF Tirana
- Albanischer Pokalsieger: 2016/17